# Ludovica Rampoldi

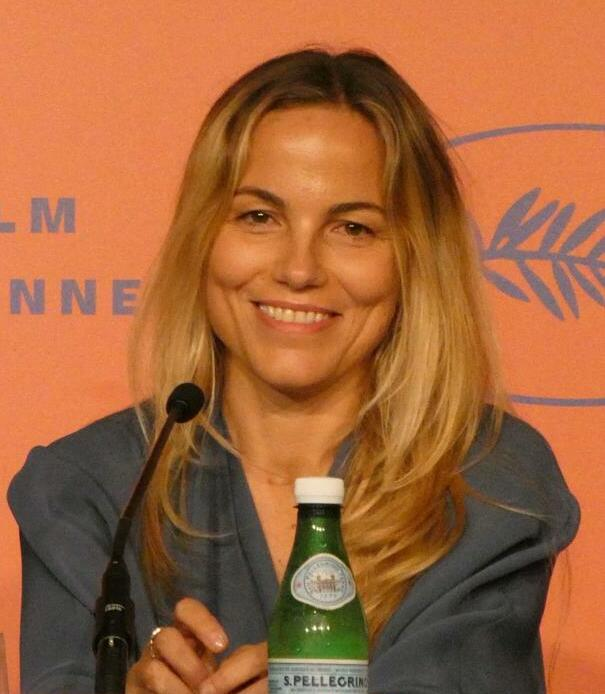
Ludovica Rampoldi in conferenza stampa al festival di Cannes 2019

Ludovica Rampoldi (...) è una sceneggiatrice e scrittrice italiana.

## Biografia
Ha iniziato a lavorare collaborando al copione de La ragazza del lago di Andrea Molaioli, vincitore di dieci David di Donatello. Nel 2007, insieme a Alessandro Fabbri e Stefano Sardo, riceve la menzione speciale al Premio Solinas - Storie per il Cinema per il soggetto intitolato Il cuore della notte. Nel 2009 esce in sala il film tratto dal soggetto col titolo La doppia ora per la regia di Giuseppe Capotondi. La pellicola viene premiata alla 66ª Mostra internazionale d'arte cinematografica di Venezia con la Coppa Volpi alla protagonista Ksenija Rappoport, e ottiene la candidatura come miglior opera prima agli European Film Awards.
Nel 2011, insieme con Gabriele Romagnoli, firma soggetto e sceneggiatura de Il gioiellino, diretto da Andrea Molaioli ed ispirato al crac Parmalat). Nello stesso anno, insieme con Ivan Cotroneo e Monica Rametta, scrive soggetto e sceneggiatura de La kryptonite nella borsa, presentato in concorso alla Festa del Cinema di Roma.
Nel 2014, di nuovo insieme con Stefano Sardo e Alessandro Fabbri, firma soggetto e sceneggiatura de Il ragazzo invisibile, regia di Gabriele Salvatores, premiato con l'European Film Academy Young Audience Award 2015. Nello stesso anno, insieme con Francesco Bruni, scrive la sceneggiatura di Slam - Tutto per una ragazza, tratto dall'omonimo romanzo di Nick Hornby, per la regia di Andrea Molaioli. Il film è stato presentato alla trentaquattresima edizione del Torino Film Festival (2016).
Per la televisione, in team con Alessandro Fabbri e Stefano Sardo, ha creato le serie Sky 1992, 1993, e 1994per la regia di Giuseppe Gagliardi, firmando soggetto di serie e sceneggiature di tutte le puntate. La serie ha debuttato al Festival internazionale del Cinema di Berlino del 2015 nella nuova sezione dedicata alla serie tv.
Ha lavorato alla scrittura delle prime tre stagioni di Gomorra - La serie (con Stefano Bises, Leonardo Fasoli e Maddalena Ravagli) venduta in 190 paesi.
Fa parte del team che ha scritto le tre stagioni della serie Sky In Treatment (serie televisiva 2013) (con Ilaria Bernadini, Giacomo Durzi, Stefano Sardo, Alessandro Fabbri e Nicola Lusuardi).
Ha scritto, insieme con Maurizio Braucci e Massimiliano Virgilio, il film tv Due soldati, per la regia di Marco Tullio Giordana, presentato al Festival di Locarno nel 2017.
Nel 2018 con Bernardo Bertolucci e Ilaria Bernardini scrive la sceneggiatura del film The Echo Chamber, quello che doveva essere l'ultimo film di Bertolucci.
Nel 2019 ha scritto con Marco Bellocchio, Valia Santella e Francesco Piccolo il film Il traditore, diretto da Marco Bellocchio, presentato in selezione ufficiale in concorso al festival di Cannes. Tra i molti premi, il film vince il Nastro d'argento alla migliore sceneggiatura e il David di Donatello per la migliore sceneggiatura originale.
Nel 2022 firma insieme a Marco Bellocchio, Stefano Bises e Davide Serino le sceneggiature dei 6 episodi di Esterno notte, miniserie diretta da Marco Bellocchio, presentata a Cannes nella selezione ufficiale Cannes Premiere. 
Sempre nel 2022 ha creato e scritto con Davide Serino e Giuseppe G. Stasi la serie The Bad Guy diretta da Giancarlo Fontana e Giuseppe G. Stasi e distribuita su Amazon Prime Video dall'8 dicembre 2022.
È docente occasionale presso il Centro Sperimentale di Cinematografia di Roma, la Scuola Holden di Torino e l'Università IULM di Milano all'interno del Master di Arti del racconto. 

### Vita privata
Sposata con Nicola Giuliano, la coppia ha una figlia.

## Filmografia

### Cinema
- La ragazza del lago, regia di Andrea Molaioli (2006)
- La doppia ora, regia di Giuseppe Capotondi (2009)
- Il gioiellino, regia di Andrea Molaioli (2011)
- La kryptonite nella borsa, regia di Ivan Cotroneo (2011)
- Il ragazzo invisibile, regia di Gabriele Salvatores (2014)
- Slam - Tutto per una ragazza, regia di Andrea Molaioli (2017)
- Il ragazzo invisibile - Seconda generazione, regia di Gabriele Salvatores (2018)
- Il traditore, regia di Marco Bellocchio (2019)
- Esterno notte, regia di Marco Bellocchio (2022)
- Una storia nera, regia di Leonardo D'Agostini (2024)

### Televisione
- 1992, regia di Giuseppe Gagliardi - serie TV (2015)
- Gomorra - La serie - serie TV (2014 - 2017)
- 1993, regia di Giuseppe Gagliardi - serie TV (2017)
- In Treatment - serie TV (2013 - 2017)
- Due soldati, regia di Marco Tullio Giordana - film TV (2017)
- 1994, regia di Giuseppe Gagliardi e Claudio Noce - serie TV (2019)
- Corpo libero, regia di Cosima Spender e Valerio Bonelli - serie Paramount+ (2022)
- The Bad Guy, regia di Giancarlo Fontana e Giuseppe G. Stasi - serie Prime Video (2022)
- I leoni di Sicilia, regia di Paolo Genovese – serie Disney+ (2023)

## Narrativa
- Il ragazzo invisibile, Salani, 2014
- Il ragazzo invisibile - Seconda generazione, Salani, 2018

## Riconoscimenti
- David di Donatello
  - 2020 – Migliore sceneggiatura per Il traditore[2]